# Нижний Ландех
Нижний Ла́ндех — село в Пестяковском районе Ивановской области. Административный центр Нижнеландеховского сельского поселения. Находится в 16 км от административного центра Пестяки (посёлка городского типа) и в 10 км от села Мугреевский (Южский район).
Своё название село получило от реки Ландех, на берегу которой оно располагается. Название реки имеет финно-угорское происхождение и переводится как «низменная, заболоченная местность».

## История
Село возникло в конце XIV века на старинном торговом пути, связывавшем Москву, Суздаль, Владимир с Волгой и тогдашними крупнейшими поволжскими городами — Нижним Новгородом и Городцом.
В начале XV века Нижний Ландех уже имел статус села, так как в нем строилась первая деревянная церковь Рождества Богородицы. Предание связывает создание храма с именем митрополита Киевского и Всея Руси Фотия. В 1411 год]у, избежав татарского плена во время поездки из Владимира на Святое озеро, Фотий поставил храм в Нижнем Ландехе. При церкви остался служить священником Пахомий Болгарин, сопровождавший Фотия в поездке.
Первые достоверные сведения о Нижнем Ландехе относятся к 1609 году, когда царь Василий Шуйский жалует село князю Д. М. Пожарскому за воинские заслуги в борьбе с польско-литовскими захватчиками.
В 1611 году вотчина у Пожарского была отобрана с помощью польских властей стольником Г. Орловым. Но вскоре взошедший на престол царь Михаил Федорович вновь возвращает село Пожарскому. После смерти князя Нижним Ландехом владеют его сыновья Петр и Иван, затем — внук Юрий Иванович.
После смерти последнего, вотчина становится дворцовой, а с 1682 года до отмены крепостного права в 1861 года последовательно принадлежит князьям Черкасским, графу В. Г. Орлову (брату фаворита Екатерины II Григория Орлова), состоявшему директором Академии Наук, графине С. П. Паниной, её сыну А. Н. Панину, внучке С. А. Паниной, в замужестве Щербатовой.
В XIX веке Нижний Ландех был волостным центром Гороховецкого уезда Владимирской губернии. Здесь располагались волостное правление и земские учреждения, работала церковно-приходская школа.

## Традиции

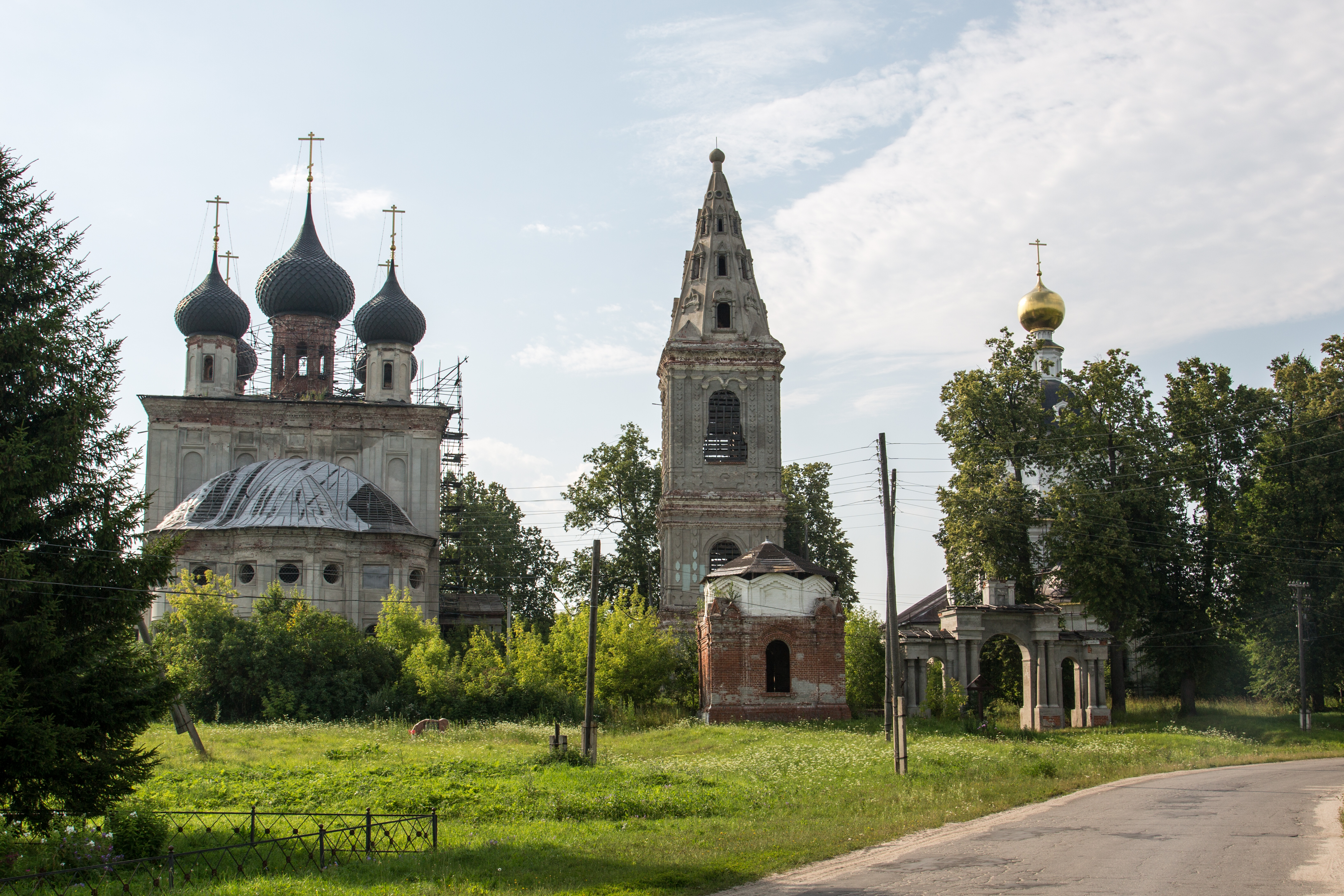
Храм Рождества Пресвятой Богородицы

В 1755—1763 годах в селе был построен храм Святой Троицы на месте сгоревшего деревянного, в 1774—1775 годах рядом поднялась колокольня. Комплекс довершила церковь Рождества Богородицы (1785—1805). В первой трети XIX века храмы были окружены оградой с часовней. У стен церквей издавна располагалась торговая площадь.
Фольклорная традиция села весьма богата. Здесь почитается местный (неканонизированный) святой Андрей юродивый, живший в начале XX века. Считается, что он отличался прозорливостью, помогал людям и предсказывал будущее. на кладбище Нижнего Ландеха на его богато убранной могиле совершаются панихиды. На могилу приезжают верующие, берут оттуда землю и молятся блаженному в случае разных нужд.
В этом же селе почитается исповедница веры Анна, в годы советских гонений на веру спасшая от разорения кладбищенский храм Изнесения честных древ Животворящего Креста Господня, не отдав его ключи. Могила Анны выглядит скромно, специального народного её почитания нет, однако жители села рассказывают о её мужестве.

## Экономическая деятельность
В XVIII—XIX веках село было чрезвычайно богатым и, по воспоминаниям современников, более напоминало городок с великолепными храмами и каменными домами. Крестьяне Ландеха славились состоятельностью.
Одним из основных здешних промыслов было коробейничество (офенство) — разъездная торговля красным товаром, то есть тканями и галантереей. Этот вид деятельности процветал в селе до середины XIX века, ландеховские офени освоили пути на Кавказ, Украину, даже в Балканские страны. Разбогатевшие крестьяне строили в селе большие каменные дома, выписывали модную мебель из Москвы, одевали жен и дочерей во французские наряды и дорогие меха.
Среди отходников (крестьянин, ушедший из основного места жительства на заработки) Нижнего Ландеха был известен торговец кожей Алексей Егорович Дубинин. Его сыновья Герасим, Василий и Макар построили в 1823 году в Моздоке, на берегах Терека, первый в России завод по перегонке нефти на керосин. Их изобретение явилось началом развития в России и во всем мире новой отрасли хозяйства — нефтепереработки.
Во 2-й половине XIX века офенская торговля в селе стала вытесняться лавочной.
Среди жителей Нижнего Ландеха наиболее широкое распространение получили промыслы, приносившие большой доход — заготовка и обработка леса, изготовление саней, телег, бочек и кадок, колес, корыт, смолокурение и выработка скипидара.
Художественным промыслом стала вырезка киотов (в православии — застекленный ящик или шкафчик для хранения икон (божница)) и их золочение, изготовление резных иконостасов, чеканка. Киоты и иконостасы ландеховцы делали для продукции иконописных сел — Палеха, Мстеры и Холуя. В окрестностях Нижнего Ландеха изготовлялось по нескольку тысяч резных киотов в год. Но в XX веке этот промысел сошел на нет.
Были в селе и свои иконописцы. В своё время из Нижнего Ландеха и округи выехали на постоянное жительство в Палех более 40 семей мастеров. Среди них были те фамилии, которые позднее заложили основы палехского искусства лаковой миниатюры, в частности — семья художников Голиковых.
Особенно выделялись среди мастеровых Владимирской губернии плотники из Нижнего Ландеха и округи, славившиеся непревзойденным умением рубить добротные дома и храмы удивительной красоты. Женщины села и его окрестностей занимались вышивкой-строчкой. Первым организатором строчевышивального производства, скупщиком и продавцом изделий мастериц, был местный крестьянин П. Нешин. Заказы на вышитые изделия поступали из Москвы, Перми, Нижнего Новгорода, Сибири. Впоследствии предпринимателей, открывших такое же дело, стало больше. Из-под иглы нижнеландеховских вышивальщиц выходили простыни, пододеяльники, подзоры, накидки для подушек, сорочки, полотенца, носовые платки.
Сельским хозяйством местные жители почти не занимались, держали лишь огороды и понемногу скотины, заготавливали сено, зерновых выращивали так мало, что хлеба иногда не хватало даже их семьям. Продукты, недостающие в хозяйстве, чаще всего покупали на стороне, на базарах, что состоятельные ландеховцы вполне могли себе позволить.
Одним из традиционных занятий жителей Нижнего Ландеха были сбор и сушка белых грибов, которые в изобилии росли в окрестных лесах. Считалось, что сушёные грибы из Нижнего Ландеха отличаются высоким качеством. Готовую продукцию ландеховцы отправляли в Москву, Нижний Новгород и другие города на Великий Пост, начиная торговать грибами сразу после Нового года. Эта торговля также приносила большие доходы. В настоящее время брендом Пестяковского района избран именно грибной промысел, создан праздник «Царский гриб».

## Население
| 1859 | 1897 |
| ---- | ---- |
| 1348 | 888  |

| 1859 | 1897 | 1905 | 2010 |
| ---- | ---- | ---- | ---- |
| 1348 | ↘888 | ↗936 | ↘630 |

## Событийный туризм
23 августа 2017 года в Нижнем Ландехе впервые прошёл праздник «Царский гриб». Ему предшествовал автопробег из Пестяков в честь братьев Дубининых. Значительную часть гостей праздника из Пестяков доставлял автобус.